# Chydarteres costatus
Chydarteres costatus là một loài bọ cánh cứng trong họ Cerambycidae.